# Gjallerbroen
Gjallerbroen omtales i Gylfaginning i myten om Balders død, hvor Odins søn Hermod som den eneste levende klarer at krydse den på ryggen af Odins hest Sleipnir. Den omtales også i middelalderballaden Draumkvedet (= Drømmekvadet), der var særlig udbredt i Telemark.

## Gjallerbroen i sagaen
Broen beskrives som brolagt med lysende guld. Den fører over floden Gjall, Gjoll eller Gjøll, der løber fra Hvergelmer i bjergene i Niflheim (= Tågehjemmet) og omkredser Helheim. Gjallerbroen krydses af alle, som er på vej til underverdenen i Niflhel og dødsriget Hel. Broen vogtes af pigen Modgunn, som tjener dødsgudinden Hel.

## Gjallerbroen iDraumkvedet
Draumkvedet er bygget op som en ballade, dog med skiftende omkvæd og melodi. Jørgen Moe og Magnus Brostrup Landstad indsamlede de første tekster i 1840'erne. Digtet handler om Olav Åsteson (eller Åkneson), som en juleaften faldt i søvn og ikke vågnede før "trettendedag jul". Da red han straks til kirke, hvor han satte sig i døren og fortalte om sine mange drømme - om at krydse "håge Gjallarbrui" (= den høje Gjallerbro) med sylhvasse pigge og farlige dyr som vogtere; men også om et glimt af Paradis, "det lyser ivi vene lond" (= det lyser over det smukke land), før "Guds mor" bød ham at fortsætte til Brokksvalinn, for "der sko domen stande" (= der skulle dommen [over sjælene] stå). Digtet er tydeligt blevet til i katolsk tid, og flere end 100 varianter er kendt; de aller fleste dog som brudstykker. I dag kender de fleste Draumkvedet fra Moltke Moes rekonstruktion. "Gjallerbroen" er omdøbt til "Gjeddarbroi" i vers 7 i denne version:
Aa Gjeddarbroi den æ vond
aa inkje go aa gange.
Bikkjune bite aa Ormane sting,
aa Stutæne stænd aa stangar. 
(= Og Gjallerbroen den er slem og ikke god at gå. Køterne bider og ormene stikker, og studene står og stanger.)
I vers 12 i denne variant kaldes broen "Gjæddarbro'e":
Kjæm eg me aat Gjæddarbro'e
hængje saa høgt i Vinde
va fast me Krokar slægje'
aa Nagle me korjom Tinde. 
(= Kommer jeg mig til Gjallerbroen, hænger så højt i vinde, var fast med kroge slået, og nagle ved hver en tinde.)

## Eksterne links
- http://home.hib.no/mediesenter/asgard/eventyrene/helheim/helframe.htm Arkiveret 31. marts 2018 hos  Wayback Machine]